# Историко-бытовой музей

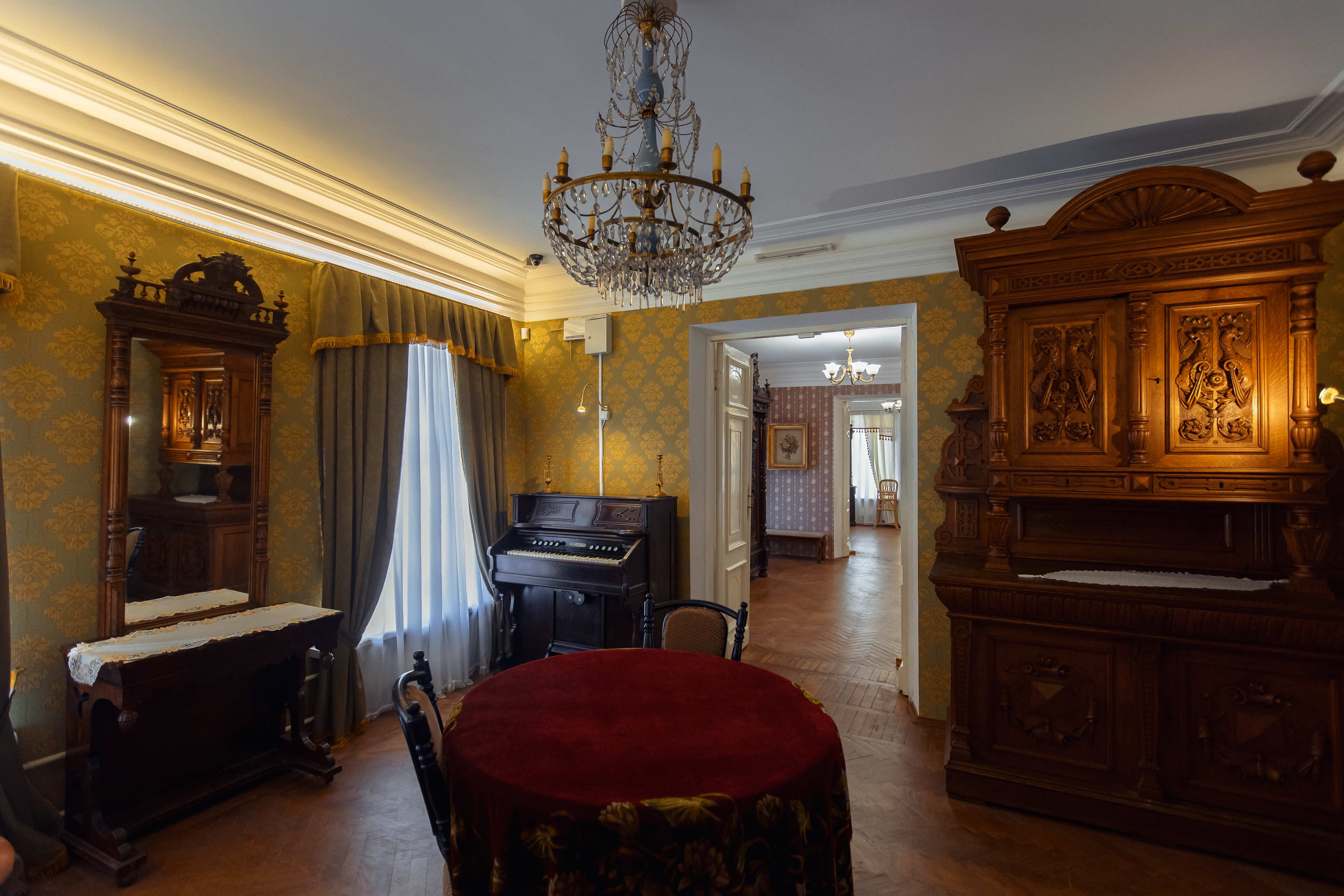
Интерьер зала Музея тверского быта

Историко-бытовой музей — тип музея, сохраняющий или воссоздающий картину быта (то есть сферу внепроизводственной социальной жизни) разных слоёв населения, документируют не этнические (как этнографические музеи), а социально-психологические их особенности, наиболее ярко проявляющиеся в интерьерах жилищ. В России возникли ещё в XIX веке, но широко распространились в 1920-е гг., тогда же термин «историко-бытовые» утверждается в российской музеологической литературе. Особо важную роль в теоретическом осмыслении этих музеев сыграли исследования М. Д. Приселкова и М. В. Фармаковского.

## История
Впервые музеефикация бытовой обстановки была осуществлена в 1825 году, когда после смерти Александра I был превращён в музей дворец в Таганроге, в котором умер император. Мемориальные комнаты почивших императоров сохранялись в главной резиденции — Зимнем дворце. В 1859 году в Москве в доме, принадлежавшем с XVI в. боярскому роду Романовых, по инициативе Александра II был создан музей «Дом бояр Романовых» (после 1917 г. «Дом боярина»). В ряде дворянских усадьб в XIX веке сохранялись мемориальные комплексы в комнатах, где жили прославленные деятели культуры («Карамзинский кабинет» в Остафьево, комнаты И. С. Аксакова, Е. А. Баратынского, Н. В. Гоголя, Ф. И. Тютчева в Мураново под Москвой). Существовали разнообразные частные музеи (музеи Щукина и Плюшкина) и корпоративные музеи (например, полковые, церковно-археологические и пр.), в экспозиции которых были не шедевры искусства или исторические раритеты, а предметы обстановки, показывающие повседневную жизнь человека.
Их возникновение происходило после 1917 года порой стихийно, но главным образом в результате национализации помещичьих усадеб, дворянских и купеческих особняков, а также специальных Декретов советской власти, провозглашавших создание историко-бытовых музеев в охранных и просветительных целях. А.Луначарский активно раздавал «Охранные грамоты» добровольно национализировавшим свои дворцы со всем представляющим художественную и историческую ценность содержимым (С. Д. Шереметеву, С. А. Строганову и др.). В целях сохранения сами владельцы зачастую способствовали музеефикации жилых и парадных интерьеров. Тогда многие дворцы, усадьбы и монастыри получили статус музея. Среди организаторов историко-бытовых музеев было немало представителей «старой интеллигенции», которые не только осознавали необратимость утраты ценных памятников и коллекций, целых пластов «уходящей» культуры но и способствовали их сохранению в музеях". Многие из них входили или соприкасались с Музеем «Старого Петербурга» и Обществом изучения русской усадьбы.
Музеи-усадьбы, музеи-монастыри, музеи-особняки, музеи быта (дворянского, купеческого, крестьянского) создавались в 1920-е гг. путём «фиксирующей музеефикации», оставлявшей обстановку практически без изменений, к дореволюционному наименованию только доюавлялось слово «музей (быта)». Нередко смотрителем такого музея становился бывший служитель, рассказывавший посетителям о прежней жизни (подмосковные Дубровицы, Ольгово, особняк Курлиной, дом Ковригина, дворцы Шереметевых и Строгановых в Петрограде и др.). Историко-бытовой аспект был характерен и для показа интерьеров императорских и великокняжеских резиденций дворцов в северной столице и её пригородах. В 1920 году в Москве в бывшем особняке А. С. Хомякова на Собачьей площадке был открыт Музей дворянского быта 40-х гг. (просуществовал до 1929 г.).
Самым крупным был Историко-бытовой отдел Русского музея, просуществовавший с 1918 по 1941 год, первый и единственный музей, главной задачей которого стало изучение быта всех социальных групп городского населения XVIII—XIX веков.
В конце 1920-30-х гг. практически все историко-бытовые музеи были закрыты или перепрофилированы как рассадники «буржуазного объективизма» и вредного «вещизма». Их коллекции в лучшем случае попадали в более крупные музеи, но чаще распродавались. Их помещения и здания также получали новых владельцев и назначение (чаще жилое или общественное, которое минимизировало затраты на перестройку).
Возрождение историко-бытовых музеев началась в 1960-е гг. В 1960—1963 гг. были восстановлены интерьеры музея боярского быта (с 1975 года — «Палаты XVI—XVII вв. в Зарядье»). В 1975 году открыта экспозиция во «Дворце Меншикова» в Ленинграде (ныне — Санкт-Петербург), в 1970 году открыт «Музей тверского быта» в г. Калинин. Экспозиции, стоящие на стыке историко-бытового и этнографического показов и посвящённые теме, главным образом, крестьянского быта, создаются в музеях-заповедниках под открытым небом, в которые перевозились дома, хозяйственные строения, предметы народного быта.
В 1990-е годы во многих регионах создаются различные историко-бытовые музеи: «Мир забытых вещей», Вологда; «Портрет в старинном интерьере», Архангельск; «Музей быта и ремёсел», Нижний Тагил; «Музей одного дома», Тюмень и др. Многие музеи активно комплектуют фонды по городской этнографии и быту горожан. Усилился бытовой компонент во многих мемориальных музеях.
Характерным приёмом показа быта на рубеже XX—XXI вв. становится присутствие в исторических домах-музеях живых растений и животных, включение в экспозиции объектов нематериального наследия, применение приёмов театрализации, применение цифровых технологий и медиация.

## В художественной литературе
- Повесть Анатолия Рыбакова «Бронзовая птица» (1956).